# Керол Вайт
Керол Джоан Вайт (англ. Carole Joan White; 1 квітня 1943 — 16 вересня 1991) — англійська акторка.
Популярність їй принесли її виступи на телебаченні в Cathy Come Home (1966) і зйомки у фільмах Poor Cow (1967) та I'll Never Forget What's'isname (1967),  але алкоголізм та зловживання наркотиками зруйнували її кар'єру, тому з початку 1970-х вона рідко працювала.

## Життя і кар'єра
Вайт була дочкою торговця ломами, вона народилася у Гаммерсміті, Лондон, і відвідувала Королівську академію театрального мистецтва. Вона грала незначні ролі в фільмах з 1949 до кінця 1950-х років, коли вона почала грати більш серйозні головні ролі у фільмах, таких як Carry on Teacher (Вести вчителя) (1959) і Never Let Go (Ніколи не відпускай) (1960) в якому вона грала дівчину Пітера Селлерса.
Вона продовжувала регулярно працювати і незабаром звернули увагу на її виступи в телевізійній версії Nell Dunn's Up the Junction (1965). Великий успіх спіткав її у фільмах Cathy Come Home (Кеті повертайся додому) (1966) і у фільмах Poor Cow (Бідні корови) (1967), заснованого на іншій книзі Нелла Дунна, та I'll Never Forget What's'isname (Я ніколи не забуду чиє це ім'я) (1967). Фільми "Вперед до з'єднання" "Кеті повертайся додому" та "Бідні корови" були зняті під керівництвом Кена Лоча.
Вайт знялась разом з Аланом Бейтсом, Дірком Богардом та Яном Холмом у екранізованому фільмі Бернарда Маламуда - "Закріплювач" (1968) і потім відправилася до Голлівуду в 1968 році, щоб знятись у фільмі "Тато пішов на полювання" (1969). Також вона з'явилась у фільмі " Щось велике" (1971), і отримала головну роль у фільмі "Дольчіма" (1971) та "Зроблено"  (1972) зі співаком Роєм Харпером. Наприкінці 1960-х років, Керол Вайт вважалася однією з найперспективніших актрис в британському кіно, але її проблеми з алкоголізмом і наркотиками, а також нещасні відносини з чоловіками, такими зірками, як Річард Бертон, Френк Сінатра, Олівер Рід і Пол Берк, стали перепоною у її кар'єрі. Хоч вона і зіграла помітну роль заручниці у фільмі "Тиснява" (1977).
Після життя в Голліувуді протягом декількох років, Керол повертається до Лондону, щоб зіграти головну роль у п'єсі Нелла Данса "Пропарювання" в театрі комедії "Вест Енд", що знімав "Лускунчика" в той же час. Незважаючи на відмінні відгуки від п'єсу, вона часто спізнювалася, пропускала виступи, і, нарешті, була звільнена. У 1981 році біографія "Керол приходить додому" від Кліффорда Терлоу, була опублікована. Хоча Вайт здобула популярність за гру і за біографію, вона не змогла відновити свою кар'єру. Керол повернулася в Сполучені Штати, де залишалася до кінця свого життя.

## Смерть
Керол Вайт померла в 1991 році у Флориді, у віці 48 років. Причина її смерті залишається спірною. Деякі джерела стверджують що вона померла від передозування наркотиками. Інші стверджують (у тому числі Upton and The Sunday Times), що причиною смерті була хвороба печінки. У неї залишилось двоє синів від першого шлюбу.
Телевізійний фільм про її життя, Баттерсі Бардо,  був знятий у 1994 році Венді Морганом про Вайт.